# Principe (stacja metra)
Principe – stacja metra w Genui, położona na jedynej linii sieci. 
Nazwa pochodzi od stacji kolejowej Genova Piazza Principe, którą obsługuje.
Stacja została otwarta 13 lipca 1992, kiedy otwarto przedłużenie linii od stacji Dinegro. Do 7 sierpnia 2003 była stacją końcową, kiedy to uruchomiono przedłużenie do San Giorgio.